# Chamische Sprachen
Die Chamischen Sprachen (ISO-639-2/5-Code [cmc]), auch Aceh-chamische Sprachen bzw. Achinesisch-chamische Sprachen, sind ein Sprachzweig innerhalb der Malayo-Sumbawa-Sprachen, die wiederum zu den malayo-polynesischen Sprachen gehören.
Nach Graham Thurgood gehören folgende Sprachen zu den Achinesisch-chamischen Sprachen:
- Achinesische Sprache [ace]
- Küsten-chamische Sprachen
  - Haroi [hro]
  - Cham (Sprache) (Vietnamesisch: Chăm)
    - Western Cham [cja]
    - Phan Rang Cham [cjm]
- Hochland-chamische Sprachen
  - Rade-Jarai
    - Rade [rad] (Vietnamesisch: Ê-đê)
    - Jarai [jra] (Vietnamesisch: Gia Rai)

  - Chru-Northern Cham
    - Chru [cje] (Vietnamesisch: Chu Ru)
    - Northern Cham
      - Roglai [rgs, rog] (Vietnamesisch: Ra Glai)
      - Tsat [huq]